# De blauwe wenssteen
De blauwe wenssteen is het 256e stripverhaal van Jommeke. De reeks wordt getekend door Studio Jef Nys.Het album verscheen op 12 oktober 2011.

## Personages
In dit verhaal spelen de volgende personages mee:
- Jommeke, Flip, Filiberke, professor Gobelijn, Serafijn Denkekop.

## Verhaal
Vele eeuwen terug ziet astroloog Serafijn Denkekop een blauwe steen neerdalen in de oceaan. Hij wilde die in zijn bezit hebben. Maar om te steen in handen te krijgen moest er een speciaal duikpak gemaakt worden. Na herhaaldelijk smeken geraakte de duikpak klaar door de hulp van een collega professor. De dag heeft Serafijn de blauwe steen gevonden en meegenomen, nadat hij bijna was verdronken. Snel merkte hij dat de steen een bepaalde kracht had. Hij liep ermee rond en kon opmerkelijk alles krijgen en de gedachten lezen van iedereen. Zo besteelt hij de mensen en verrijkt zich buitensporig. Doch op een moment verliest hij de steen en ook zijn fortuin. De steen komt via een vogel terug in het meer terecht.
Terug in de hedendaagse tijd, vindt professor Denkekop het verhaal van zijn voorvader terug in een van zijn oude dagboeken. Hij gaat met zijn dagboek naar professor Gobelijn. Hij wil voorkomen dat er opnieuw misbruik wordt gemaakt van de steen. Ze besluiten om samen de wenssteen enthousiast terug te zoeken met de Plastieken Walvis. Ook Jommeke en zijn vrienden gaan mee. Deze laatste weten echter niet dat het om de jacht op de wenssteen gaat. Uiteindelijk vinden de twee professors een blauwe steen, maar Filiberke echter ook. Hij zegt niets.
Terug thuis blijkt dat Filiberke de echte steen heeft. Dat zorgt voor gekke toestanden. Hij gebruikt de effecten van de wenssteen zonder dat hij het beseft. Zo laat hij Flip een kikker na doen en zelfs kussen krijgen van Rozemieke. Filiberke geeft op een moment ook de steen aan Rozemieke, die op haar beurt ook alles krijgt wat ze wil. Annemieke wordt jaloers. Dan wordt Rozemieke echter ontvoerd. De ontvoerders denken dat het meisje een speciale gave heeft. Jommeke en zijn vrienden vinden haar, en verslaan de ontvoerders.
Tot slot beseffen ze dat het een speciale wenssteen is. Professor Gobelijn had al heel die tijd de verkeerde steen in zijn bezit. Hij stopt de andere steen ook in zijn kast en belooft dat hij beide ooit zal onderzoeken.